# Tempel van Ptah (Karnak)

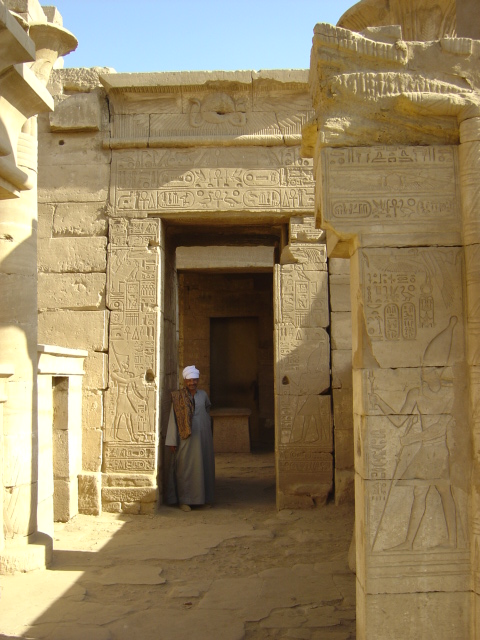
Tempel van Ptah

De tempel van Ptah te Karnak was een klein tempeltje ten noorden van de Tempel van Amon (Karnak). Oorspronkelijk dateert het waarschijnlijk uit het Middenrijk. Thoetmosis III heeft de huidige tempel opgericht. Deze bestaat uit een drieledige structuur met enkele pilaren ervoor. In de XXde dynastie werd er een dak over geplaatst. Er zijn verschillende poorten voor de tempel: een van Shabaka, een van Ptolemaeus VI en een van Ptolemaeus XIII. De kleinere pyloon die voor de tempel stond, was opgericht door Ptolemaeus III.
Ptah is de god van het al.